# Manoir de la Tannerie
Le manoir de la Tannerie est situé à Courcelles-de-Touraine (France) 

## Localisation
Le manoir est situé sur la commune de Courcelles-de-Touraine dans le département d'Indre-et-Loire, en région Centre-Val de Loire

## Description
Le manoir de la Tannerie est un bâtiment élevé d'un rez-de-chaussée, d'un étage et d'un comble, dont la façade méridionale est accompagnée d'une tour polygonale contenant un escalier à vis en bois[réf. nécessaire]. 

## Histoire
Le manoir de la Tannerie date du XVe siècle, il est un ancien fief relevant de Château-la-Vallière. 
On trouve successivement comme propriétaire Jean Leclerc (1645), Philippe Dreux (1681) ; Anne Dreux, veuve de Marc-Antoine Hue de Luc ; Joseph-Alexis Le Vacher de La Chaise (1738) ; Victoire-Marie-Félicité Le Vacher de la Chaise, veuve de Henri de Cherbon (1759) ; Henri-René, comte de Boberil (1789). 
Il fait l’objet d'une inscription partielle au titre des monuments historiques (élément protégé : la cheminée du premier étage) par arrêté du 1er juin 1948.